# WRC 2 FIA World Rally Championship
WRC 2 FIA World Rally Championship (o anche WRC 2) è un videogioco di guida prodotto da Milestone, basato sul Campionato del mondo rally 2011. È il seguito di WRC: FIA World Rally Championship e il prequel di WRC 3 FIA World Rally Championship ed è stato pubblicato il 14 ottobre 2011 per PC, PlayStation 3 e Xbox 360 in Europa.

## Modalità di gioco
Similmente al precedente capitolo, WRC 2 presenta una lunga modalità carriera divisa in più stagioni, in cui il pilota padroneggerà ogni classe di veicoli, a partire da quelle appartenenti al Junior World Rally Championship per arrivare fino alle vetture WRC; ritorna anche la scuola guida rally che metterà il pilota a bordo di una Ford Fiesta R2 di classe FIA WRC Academy, adatta ai neofiti, e insegnerà al giocatore le basi e le tecniche avanzate per dominare nei rally; è presente poi il multigiocatore online che permette di connettersi con giocatori di tutto il mondo e disputare rally e campionati a proprio piacimento; anche qui si trova la modalità prova a tempo in cui il giocatore potrà scaricare i fantasmi dei tempi di altri giocatori e mettersi alla prova cercando di batterli; e infine vi è la modalità gioco libero che offre la possibilità di disputare un singolo stage, un rally o un campionato a proprio piacimento.

## Contenuti

### Automobili

#### FIA WRC Academy
- Ford Fiesta R2

#### JWRC
- Citroen C2 R2
- Honda Civic R3

#### PWRC
- Citroen DS3 R3
- Mitsubishi Lancer Evo IX
- Mitsubishi Lancer Evo X
- SUbaru Impreza WRX STi N4 2009

#### SWRC
- Abarth Grande Punto S2000
- Ford Fiesta S2000
- Skoda Fabia S2000

#### WRC
- Citroen C4 WRC
- Citroen DS3 WRC
- Ford Fiesta RS WRC
- Subaru Impreza WRX STi 2006
- MINI John Cooper Works Countryman WRC

#### Gruppo B
- Peugeot 205 T 16
- Lancia Delta S4
- Ford RS200
- Citroen BX4 TC
- Renault 5 GT Turbo

### Tracciati
- Rally di Svezia
- Rally di Portogallo
- Rally di Grecia
- Rally di Finlandia
- Rally di Italia
- Rally di Gran Bretagna
- Rally di Francia
- Rally d'Argentina
- Rally d'Australia
- Rally di Spagna
- Rally di Germania
- Rally del Messico
- Rally di Giordania
- Special Stage di Berlino (tracciato urbano)

Oltre agli stage che suddividono ogni rally, gli sviluppatori di WRC 2 hanno introdotto un nuovo tipo di sfide: le Super Special Stage, che altro non sono che gare testa a testa, disputate in stadi o arene, in cui vince il pilota che riesce a completare nel minor tempo possibile entrambe le corsie di gara. Nel gioco vi son 5 circuiti Super Special Stage:
- Super Special Stage di Berlino
- Super Special Stage di Portogallo
- Super Special Stage di Svezia
- Super Special Stage d'Argentina
- Super Special Stage del Messico

## Contenuti aggiuntivi
Il gioco è stato arricchito di due DLC: uno dedicato al tracciato urbano di Tokyo, l'altro dedicato al Campionato Africano di rally organizzato dalla FIA.

### Urban Stage di Tokyo
Il DLC dedicato al tracciato urbano di Tokyo (simile a quanto già visto per quello di Berlino) propone tre configurazioni che passeranno davanti a luoghi iconici e famosi monumenti della capitale nipponica, fedelmente ricreata dagli sviluppatori.

### Safari Rally
Il DLC dedicato al Rally di Kenya include nuove tappe nel selvaggio paesaggio di questa nazione e porta con sé 5 nuove auto della nuova categoria WRC Safari:
- Lancia Delta Integrale HF 1991
- Ford Escort RS 1600
- Peugeot 504
- Subaru Impreza 1996
- Toyota Celica Turbo 4WD 1992
- Mitsubishi Lancer Evo III 1996

## Accoglienza
La rivista Play Generation diede alla versione per PlayStation 3 un punteggio di 81/100, apprezzando le licenze ufficiali, le numerose opzioni e la struttura di gioco e come contro la fisica dei veicoli non sempre perfetta e la grafica un po' troppo spoglia, finendo per trovarlo un buon simulatore di rally di per sé, ma risultava difficile consigliarlo per via della concorrenza davvero agguerrita.